# 張士鏸
張士鏸（？—？），字养斋，雲南省大理府太和縣人，清朝政治人物、同進士出身。官工部主事、琉璃窑监督，内阁典籍，迁郎中。
光緒六年（1880年），参加庚辰科殿試，登進士三甲第41名。同年五月，授內閣中書。